# Khartoum
Khartoum (arabiska الخرطوم, al-Kharţūm) är huvudstad i Sudan liksom i delstaten Khartoum. Centrala Khartoum, som utgörs av ett av delstatens sju distrikt, hade 639 598 invånare vid folkräkningen 2008, och storstadsområdet, inklusive bland annat Omdurman och Norra Khartoum, hade lite mer än fyra miljoner invånare. Staden ligger där Vita Nilen och Blå Nilen flyter samman. Khartoum grundades 1821 som en utpost för den egyptiska armén. I staden finns Khartoums universitet.

## Historia
Före den turkisk-egyptiska invasionen av Sudan under Muhammed Ali 1821 fanns på platsen endast en liten by vid namn al-Jirayf vid Blå Nilens södra strand. Nära byn al-Mogran förlade invasionsstyrkan en liten garnison, som 1826 blev säte för styret över Sudan. Man stod för gratis byggnadsmaterial för att byborna skulle ersätta sina halmhyddor med tegelhus, byggde ett varv, magasin, kaserner samt en stor moské, och uppmuntrade handel med ångfartyg längs Nilen samt landvägen öster- och västerut. Staden växte snabbt och blev medelpunkt för en blomstrande elfenbens- och slavhandel samt utgångspunkt för handels- och erövringsexpeditioner.
År 1867 förenades Khartoum med Kairo genom telegraf, och senare drogs linjer till rödahavskusten och västerut.

### Mahdistupproret och Anglo-egyptiska Sudan

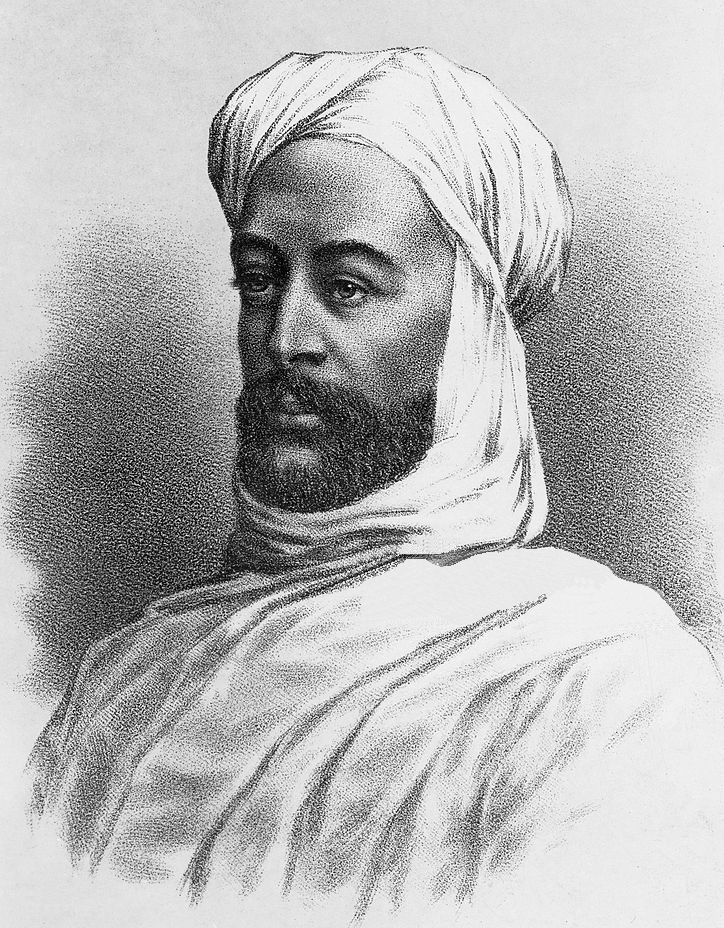
Muhammed Ahmed al-Mahdi.

Den 26 januari 1885 intogs Khartoum av mahdisterna, och den brittiske generalguvernören Charles George Gordon (Gordon Pasha) dödades. Detta innebar slutet på det turkisk-egyptiska styret av området. I augusti samma år lät Muhammed Ahmed (al-Mahdi) fullständigt förstöra Khartoum, och Omdurman utsågs till huvudstad i hans rike. Den 1 september 1898 återtog britterna under Lord Kitchener Omdurman och Khartoum i slaget vid Omdurman, och mahdisterna var besegrade.

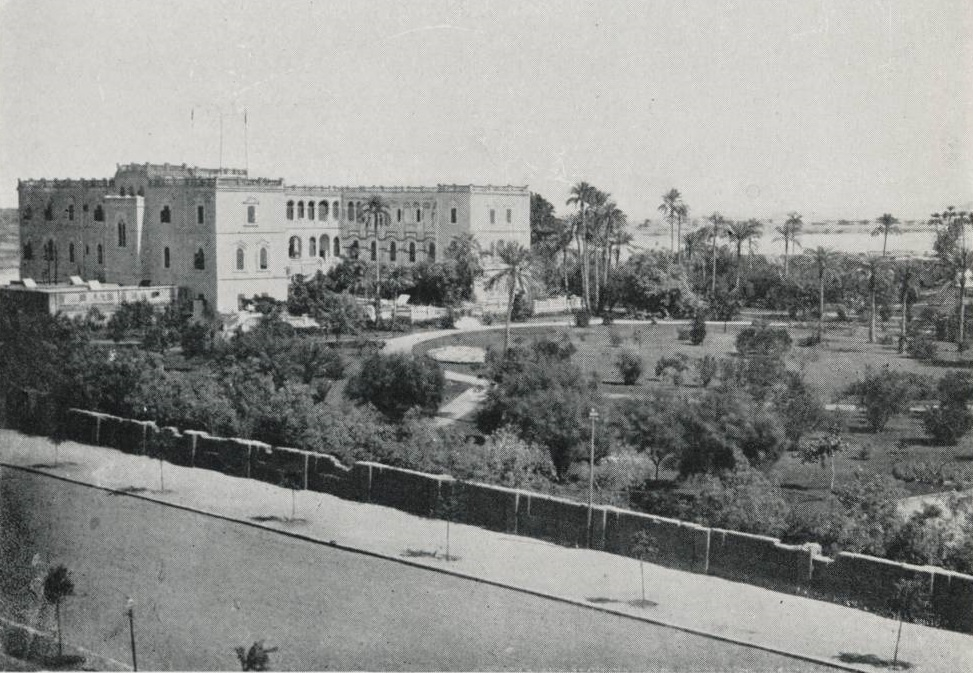
Palatset i Khartoum, 1906.

Efter återerövringen återuppbyggdes Khartoum som en modern stad av europeiskt snitt, och staden blev huvudstad i det nyupprättade kondominatet Anglo-egyptiska Sudan fram till självständigheten 1956. Britterna byggde nu en rad officiella byggnader längs Nilen som flankerade generalguvernörens majestätiska palats. Stadsplanen skulle efterlikna Union Jack, och man byggde avgränsade bostadsområden för européer och sudaneser och inrättade ett industriområde. 1902 grundades Gordon Memorial College (nuvarande universitetet), och 1909 öppnades en svängbro för järnvägs- och körtrafik över Blå Nilen, som knöt ihop järnvägen från Nedre Egypten och Norra Khartoum med själva Khartoum.

### Efter självständigheten
Den 1 januari 1956 blev Khartoum huvudstad i det självständiga Sudan. Sedan självständigheten finns de flesta regeringskontor, ambassader och hotell i europeisk stil i landet koncentrerade till Khartoum, liksom butiker, kontor och lyxvillor.

## Geografi

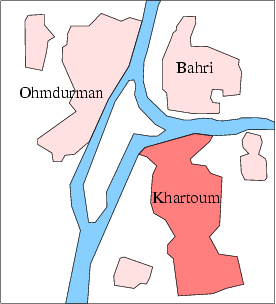
Karta över Khartoum med omgivningar. I nordväst Omdurman och i norr Norra Khartoum.

Khartoum ligger på södra/västra flodbanken av Blå Nilen, strax ovanför sammanflödet med Vita Nilen. På andra sidan Vita Nilen, nordväst om Khartoum, ligger Omdurman och på andra sidan Blå Nilen, i norr, ligger Norra Khartoum (Khartoum Bahri). Stadens namn, al-Khartum, betyder 'elefantsnabel' på arabiska och syftar på formen av landtungan mellan de båda floderna.

## Ekonomi och infrastruktur

### Näringsliv

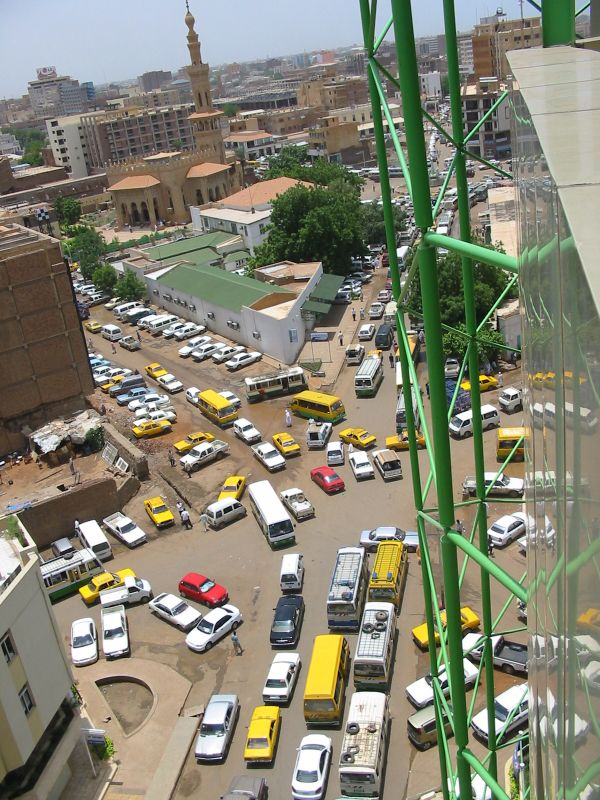
Vägkorsning i Khartoum.

Khartoum har ett utmärkt strategiskt och merkantilt läge vid två vattenvägar, och är ett viktigt kommunikations- och handelscentrum med bland annat textil- och livsmedelsindustri. Staden är säte för Khartoums universitet (grundat 1902) och en filial av Kairos universitet (grundad 1955).

### Infrastruktur

#### Transporter
Khartoum International Airport är landets största flygplats. Den uppfördes i stadens södra utkant, men med den tilltagande urbaniseringen har den kommit att hamna i stadens inre. Därför har arbetet med en ny internationell flygplats satts igång på andra sidan om Nilen, nära Omdurman. Med denna avser man att helt ersätta den nuvarande i Khartoum som Sudans huvudflygplats, med inrikesförbindelser till Port Sudan Airport.
Ett antal broar korsar Nilen och förbinder Khartoum med Khartoum Bahri och Omdurman. Khartoum har järnvägsförbindelser med Egypten, Port Sudan och al-Obeid.

## Befolkning
Khartoum är den största staden i Sudan. Dess storstadsområde var fram till 1900-talets andra hälft tämligen etniskt homogent; staden beboddes framför allt av araber, med några nubiska enklaver. Oväder, inbördeskrig, torka och hungersnöd har i perioder resulterat i en enorm tillströmning av immigranter till staden, vilket har förvandlat stadens karaktär till en blandning av folkslag, kulturer och språk. Den snabba växten har lett till att mat- och vattenförsörjningen, kloaknätet och kommunikationslinjerna flera gånger fullständigt har brutit samman.
1907 hade Khartoum 14 823 invånare. 1930 hade folkmängden ökat till 30 000, och vid självständigheten var den 96 000. 1973 bodde omkring 300 000 människor i staden, 1980 bodde 850 000 i storstadsområdet och 2002 närmare 4 miljoner. Vid folkräkningen 2008 hade centrala Khartoum cirka 640 000 invånare, medan storstadsområdets befolkning hade gått över fyramiljonersstrecket.

## Kultur

### Konstarter

#### Arkitektur
Stadens centrum har många breda gator, parker och vackra byggnadsverk, bland annat parlamentet och flera museer, däribland nationalmuseum, etnologiskt museum, naturhistoriskt museum. Det har byggts mycket under senare år, och nya projekt är under uppförande, bland annat i området al-Mogran där Blå och Vita Nilen möts, med en nöjespark, moderna höghus, hotell och köpcentrum. Stora delar av staden präglas emellertid av fattigdom, enkla låga hus och oasfalterade gator. Det finns två moderna broar över Nilen.
I Khartoum finns en anglikansk och en romersk-katolsk katedral samt koptiska, maronitiska och grekisk-ortodoxa kyrkor.